# 夹金山脉

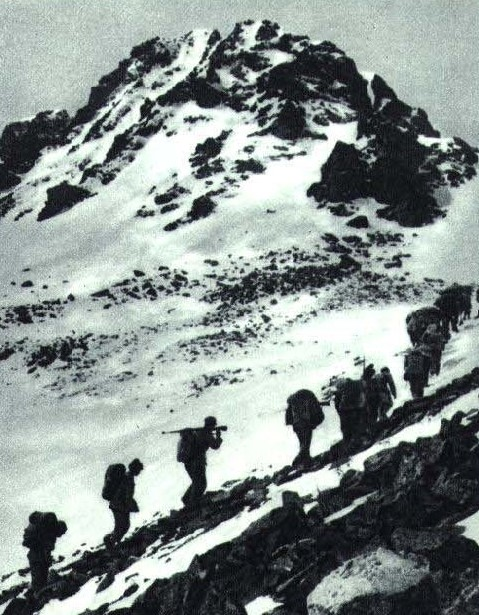
红军长征时期夹金山

夹金山脉位于中国四川省雅安市与阿坝藏族羌族自治州交界处，是邛崃山脉的支脉，也是青衣江水系与大渡河水系的分水岭。夹金山脉拥有丰富的动植物种类，沿线设有蜂桶寨、喇叭河等自然保护区，和夹金山、二郎山等风景名胜区。夹金山脉也是世界自然遗产四川大熊猫栖息地的组成部分之一。